# イブニングネットワーク北海道
『イブニングネットワーク北海道』（イブニングネットワークほっかいどう）は、1988年4月4日から1997年3月31日まで北海道内のNHK総合テレビジョンで放送されていたNHK札幌放送局制作のローカルニュース番組である。

## 放送時間
| 放送期間 | 放送期間  | 放送時間                              |
| -------- | --------- | ------------------------------------- |
| 1988.4.4 | 1991.3.29 | 月曜日 - 金曜日 18:00 - 19:00（60分） |
| 1991.4.1 | 1992.4.3  | 月曜日 - 金曜日 18:10 - 18:57（47分） |
| 1992.4.6 | 1993.4.2  | 月曜日 - 金曜日 18:30 - 18:57（27分） |
| 1993.4.5 | 1997.3.31 | 月曜日 - 金曜日 18:30 - 18:58（28分） |

## 出演者
| 期間     | 期間      | 男性     | 女性     |
| -------- | --------- | -------- | -------- |
| 1988.4.4 | 1989.3.31 | 朝妻基祐 | 有江活子 |
| 1989.4.2 | 1991.3.29 | 花田和明 | 有江活子 |
| 1991.4.1 | 1992.4.3  | 野方正俊 | 中嶋美幸 |
| 1994.4   | 1997.3.31 | 市川泰   | 村上陽子 |

- 福井慎二

## 地域別タイトル
- 18時45分以降に放送。

| 放送局名 | 番組名                     |
| 室蘭     | イブニングネットワーク室蘭 |
| 旭川     | イブニングネットワーク旭川 |
| 帯広     | イブニングネットワーク帯広 |
| 釧路     | イブニングネットワーク釧路 |
| 北見     | イブニングネットワーク北見 |
| 函館     | イブニングネットワーク函館 |
| -------- | -------------------------- |